# Opolski koń gorącokrwisty

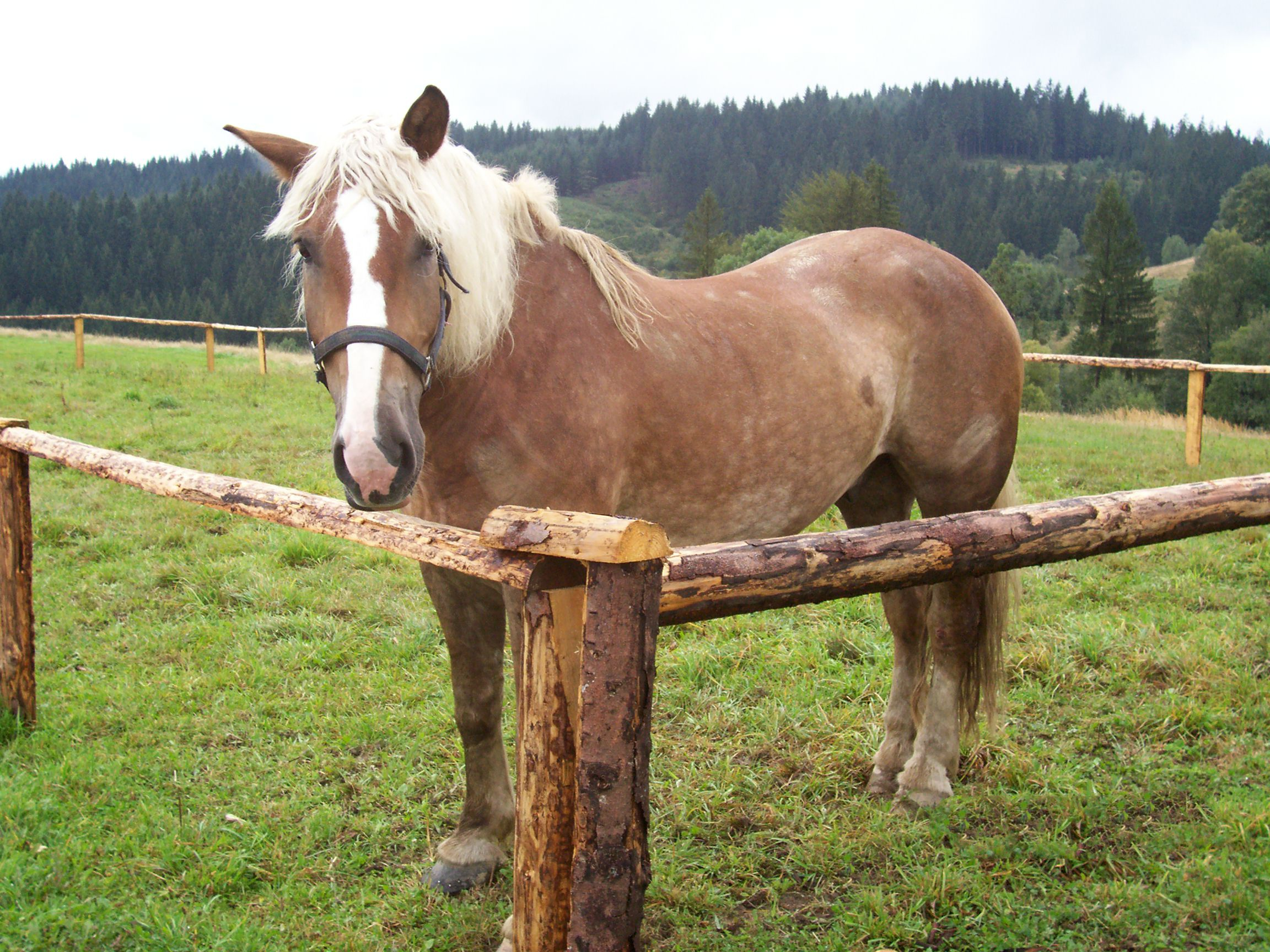
Opolski koń gorącokrwisty

Opolski koń gorącokrwisty – rasa koni hodowanych w Polsce, powstała na bazie koni z terenów Opolszczyzny.
W 1954 zaczęto krzyżować opolskie konie z końmi ras zagranicznych, takimi jak trakeńskiej, pełnej krwi angielskiej czy czeskiej. W latach 80. doskonalono rasę dodając do niej konie czystej krwi arabskiej. Otrzymany wskutek tego Opolski koń gorącokrwisty był koniem szlachetnej budowy, wytrzymałym i chętnym do pracy, choć bardzo temperamentnym. Cechuje je mocna budowa ciała, choć nie przekraczają 165 cm w kłębie. Z powodzeniem wykorzystywane w sporcie w Polsce, głównie w dyscyplinie
skoki przez przeszkody.
Występują niemal we wszystkich odmianach i maściach z wyjątkiem maści tarantowatej. Cechują się bujną grzywą i ogonem. Wysokość w kłębie 155-165.